# Cantón de Mâcon-Norte
El cantón de Mâcon-Norte era una división administrativa francesa, que estaba situada en el departamento de Saona y Loira y la región de Borgoña.

## Composición
El cantón estaba formado por trece comunas, más una fracción de la comuna que le daba su nombre:
- Berzé-la-Ville
- Charbonnières
- Chevagny-les-Chevrières
- Hurigny
- Igé
- Laizé
- La Roche-Vineuse
- Mâcon (fracción)
- Milly-Lamartine
- Saint-Martin-Belle-Roche
- Sancé
- Senozan
- Sologny
- Verzé

## Supresión del cantón de Mâcon-Norte
En aplicación del Decreto nº 2014-182 de 18 de febrero de 2014, el cantón de Mâcon-Norte fue suprimido el 22 de marzo de 2015 y sus 14 comunas pasaron a formar parte; doce del nuevo cantón de Hurigny, una del nuevo cantón de Mâcon-1 y la fracción de la comuna que le daba su nombre se unió con las demás fracciones para que, por medio de una reestructuración cantonal, fueran creados los nuevos cantones de Mâcon-1 y Mâcon-2.